# Penghu (île principale)

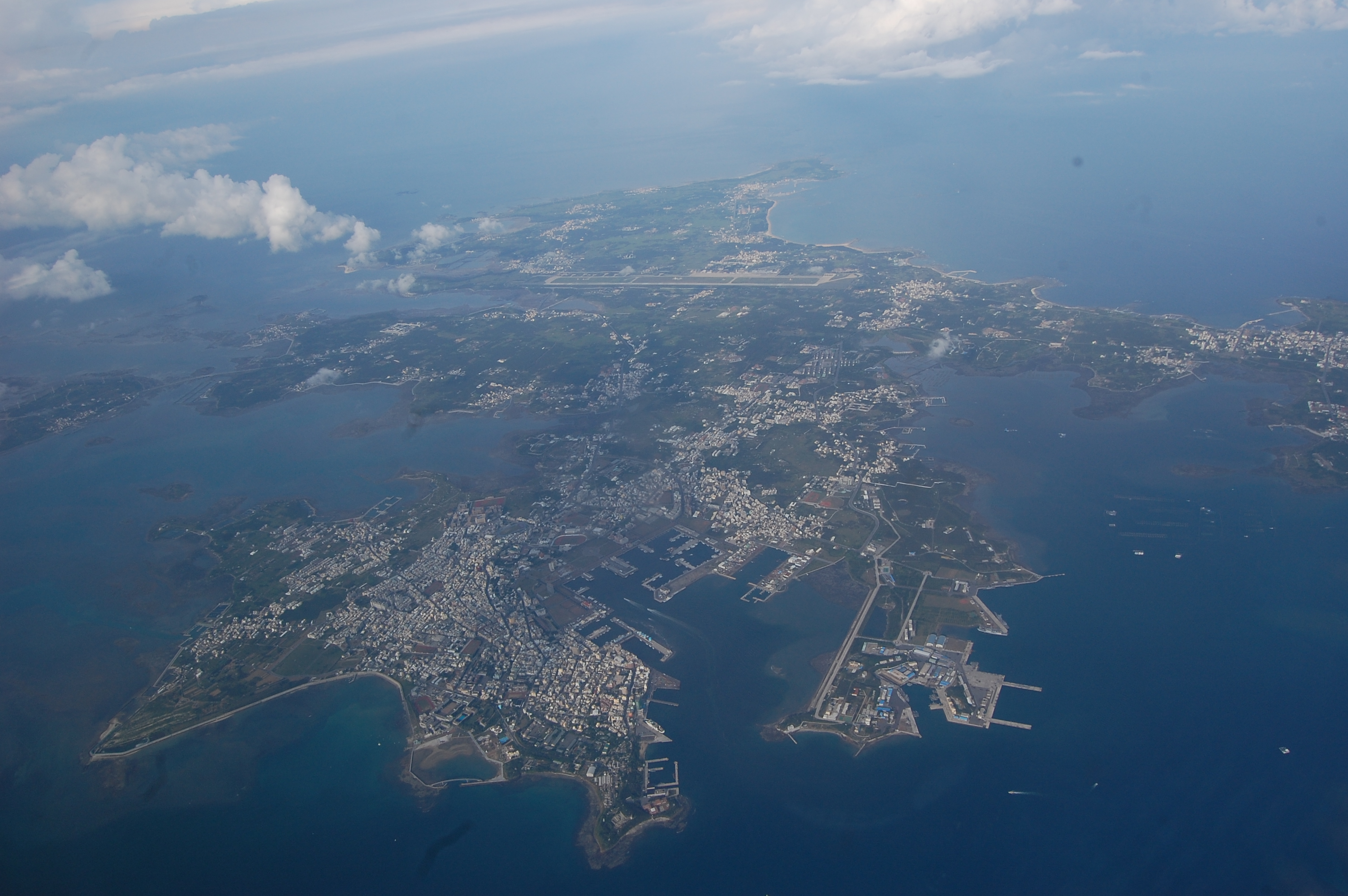

L'île principale de Penghu (chinois traditionnel : 澎湖本島 ; pinyin : Pēnghú běndǎo), anciennement connue sous le nom d'île Dashan (大山嶼) est une île située dans le comté de Penghu, à Taïwan. C'est aussi la plus grande île de l'archipel des Pescadores, avec une superficie de 67,14 km2 et jouxtant l'île Baisha. Elle comprend la municipalité de Magong et le canton de Huxi et sa population totale s'élève à environ 70 000 habitants. L'île principale de Penghu est une île volcanique dotée d'une topographie basaltique. Comme Penghu a un climat relativement sec, les insulaires doivent compter sur des réservoirs pour le stockage de l'eau. Par conséquent, l'île possède trois réservoirs : les réservoirs Chenggong, Dongwei et Xingren, ainsi qu'une usine de dessalement.